# Leptotyphlops
Genre
Synonymes
- Glauconia Gray, 1845

Leptotyphlops est un genre de serpents de la famille des Leptotyphlopidae. 

## Répartition
Les 23 espèces de ce genre se rencontrent en Afrique subsaharienne.

## Liste des espèces
Selon The Reptile Database (15 septembre 2014) :
- Leptotyphlops aethiopicus Broadley & Wallach, 2007
- Leptotyphlops conjunctus (Jan, 1861)
- Leptotyphlops distanti (Boulenger, 1892)
- Leptotyphlops emini (Boulenger, 1890)
- Leptotyphlops howelli Broadley & Wallach, 2007
- Leptotyphlops incognitus Broadley & Watson, 1976
- Leptotyphlops jacobseni Broadley & Broadley, 1999
- Leptotyphlops kafubi (Boulenger, 1919)
- Leptotyphlops keniensis Broadley & Wallach, 2007
- Leptotyphlops latirostris (Sternfeld, 1912)
- Leptotyphlops macrops (Broadley & Wallach, 1996)
- Leptotyphlops mbanjensis Broadley & Wallach, 2007
- Leptotyphlops merkeri (Werner, 1909)
- Leptotyphlops nigricans (Schlegel, 1839)
- Leptotyphlops nigroterminus Broadley & Wallach, 2007
- Leptotyphlops nursii (Anderson, 1896)
- Leptotyphlops pembae Loveridge, 1941
- Leptotyphlops pitmani Broadley & Wallach, 2007
- Leptotyphlops pungwensis Broadley & Wallach, 1997
- Leptotyphlops scutifrons (Peters, 1854)
- Leptotyphlops sylvicolus Broadley & Wallach, 1997
- Leptotyphlops tanae (Broadley & Wallach, 2007)
- Leptotyphlops telloi Broadley & Watson, 1976

## Taxinomie
Un grand nombre d'espèces autrefois considérées comme appartenant à ce genre ont été réparties dans les autres genres de la famille.

## Publication originale
- Fitzinger, 1843 : Systema Reptilium, fasciculus primus, Amblyglossae. Braumüller et Seidel, Wien, p. 1-106 (texte intégral).